# Kaukasische Felseidechsen
Die Gattung der Kaukasischen Felseidechsen (Darevskia) kommt im Kaukasus, auf der Krim, und im nördlichen und östlichen Anatolien östlich bis zum Elburs-Gebirge im nördlichen Iran und zum Kopet-Dag-Gebirge an der Grenze zwischen Turkmenistan und dem Iran vor. D. praticola erreicht auch die östliche Balkanhalbinsel.
Die Gattung wurde nach Ilja Sergejewitsch Darewski benannt, einem russischen Herpetologen.

## Merkmale
Kaukasische Felseidechsen sind kleine Eidechsen, die eine Kopf-Rumpf-Länge von 50 bis 85 mm erreichen. Kopf und Körper einiger Arten sind abgeplattet. Auf der Prämaxillare sitzen sieben Zähne (oft neun bei D. chlorogaster), das Flügelbein ist unbezahnt. Der Hemipenis der Männchen besitzt kronenförmige Tuberkel.
Die Grundfärbung der Eidechsen ist braun, grau oder grün, dazu kommen Längsstreifen auf dem Rücken, die Seiten können marmoriert sein. Auf der Schulterregion zeigt sich oft ein blauer Fleck. Die Bauchseite ist oft leuchtend gelb, orange oder rot gefärbt, oder weniger auffällig grün oder gelbgrün, und meist ungefleckt. Der Übergang zwischen Bauch- und Flankenfärbung ist oft mit blauen Punkten markiert. Die Kehle kann eine andere Färbung haben als der Bauch. Die leuchtende Bauchfärbung fehlt normalerweise bei den parthenogenetischen Arten. Ein auffälliger Geschlechtsdimorphismus hinsichtlich der Färbung besteht nicht. Die Männchen der meisten, aber nicht aller Arten, werden größer als die Weibchen. Jungtiere besitzen oft leuchtend grünliche oder blaue Schwänze.

## Lebensweise
Die meisten Kaukasischen Felseidechsen leben in felsigen Biotopen und nutzen Felsspalten als Verstecke. D. brauneri darevskii und D. chlorogaster sind mit Totholz assoziiert, während D. derjugini, D. clarkorum, D. dryada und D. praticola in krautigen Biotopen auf dem Erdboden leben. Einige Arten sind ausgesprochene Bergbewohner.
Alle Darevskia-Arten sind ovipar, legen also Eier. Einige Arten (D. armeniaca, D. bendimahiensis, D. dahli, D. rostombekowi, D. sapphirina, D. unisexualis und D. uzzelli) sind parthenogenetisch; bei diesen Arten gibt es also nur Weibchen, die unbefruchtete Eier legen, aus denen Junge schlüpfen. Man nimmt an, dass die parthenogenetischen Arten aus der Hybridisation zweigeschlechtlicher Arten entstanden sind.

## Arten
Die Gattung der Kaukasischen Felseidechsen umfasst derzeit folgende 35 rezente Arten:
- Darevskia aghasyani Tuniyev & Petrova, 2019

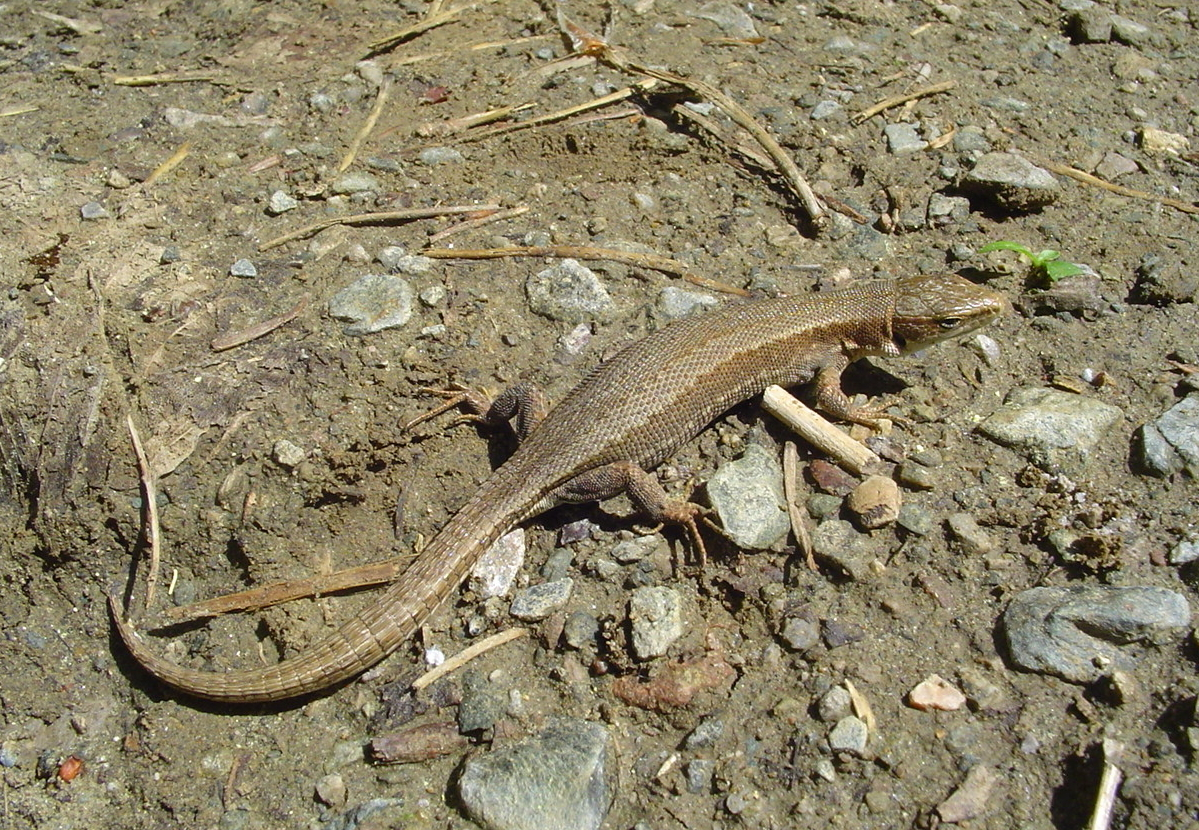
Kaukasische Wieseneidechse (Darevskia praticola)

- Alpine Felseidechse (Darevskia alpina (Darevsky, 1967))
- Armenische Felseidechse (Darevskia armeniaca (Méhely, 1909))
- Darevskia bendimahiensis (Eiselt & Schmidtler, 1994)
- Darevskia bithynica (Méhely, 1909)
- Brauners Felseidechse (Darevskia brauneri (Méhely, 1909))
- Darevskia caspica Ahmadzadeh, Flecks, Carretero, Mozaffari, Böhme, Harris, Freitas & Rödder, 2013
- Kaukasische Felseidechse (Darevskia caucasica (Méhely, 1909))
- Darevskia chlorogaster (Boulenger, 1908)
- Darevskia clarkorum (Darevsky & Vedmederja, 1977)
- Dagestanische Felseidechse (Darevskia daghestanica (Darevsky, 1967))
- Darevskia dahli (Darevsky, 1957)
- Darevskia defilippii (Camerano, 1877)
- Artviner Felseidechse (Darevskia derjugini (Nikolskij, 1898))
- Darevskia dryada (Darevsky & Tuniyev, 1997)
- Darevskia kamii Ahmadzadeh, Flecks, Carretero, Mozaffari, Böhme, Harris, Freitas & Rödder, 2013
- Darevskia kopetdaghica Ahmadzadeh, Flecks, Carretero, Mozaffari, Böhme, Harris, Freitas & Rödder, 2013
- Krim-Felseidechse (Darevskia lindholmi (Lantz & Cyrén, 1936))
- Darevskia mixta (Méhely, 1909)
- Darevskia parvula (Lantz & Cyrén, 1913)
- Darevskia pontica (Lantz & Cyrén, 1918)
- Darevskia portschinskii (Kessler, 1878)
- Kaukasische Wieseneidechse (Darevskia praticola (Eversmann, 1834))
- Darevskia raddei (Uzzell & Darevsky, 1973)
- Darevskia rostombekovi (Darevsky, 1957)
- Kielschwanz-Felseidechse (Darevskia rudis (Bedriaga, 1886))
- Darevskia salihae Kurnaz, Şahin & Eroğlu, 2022[3]
- Darevskia sapphirina (Schmidtler, 1994)
- Felseidechse (Darevskia saxicola (Eversmann, 1834))
- Darevskia schaekeli Ahmadzadeh, Flecks, Carretero, Mozaffari, Böhme, Harris, Freitas & Rödder, 2013
- Darevskia steineri (Eiselt, 1995)
- Schwarzmeer-Felseidechse (Darevskia szczerbaki (Lukina, 1963))
- Darevskia unisexualis (Darevsky, 1966)
- Darevskia uzzelli (Darevsky & Danielyan, 1977)
- Darevskia valentini (Boettger, 1892)